# Catherine Jeanne Cesarsky
Catherine Jeanne Gattegno Cesarsky (Ambazac, Francia, 24 de febrero de 1943) es una astrónoma franco-argentina, expresidenta de la Unión Astronómica Internacional (IAU), conocida además por sus investigaciones en astrofísica moderna.

## Biografía
Nació en Francia, pero fue criada desde los 2 años en Argentina donde concurría simultáneamente a un colegio primario en castellano y uno en francés, de donde pasó a estudiar la escuela media en el Colegio Francés de Buenos Aires, donde sería la primera alumna mujer en especializarse en Matemáticas y Ciencias. Ella quería continuar su carrera en la École polytechnique de Francia, pero cuando le dijeron que no admitían mujeres decidió finalmente iniciar sus estudios de grado en la Universidad de Buenos Aires, donde se recibió con título de Licenciada en Ciencias Físicas entre 1959 y 1965. Durante su periodo como estudiante de la UBA entre 1961 y 1963, fue Ayudante de 2ª en Física. Al finalizar sus estudios en la UBA, empezó a trabajar en 1961 como Ayudante de 2a en Física en la misma universidad, hasta que en 1963 recibió una beca para trabajar en el CONICET hasta 1965.
Luego fue a estudiar a la Universidad de Harvard entre 1966 y 1971, egresando como PhD en astronomía.
Durante su paso como estudiante en Harvard, se desempeñó en distintos puestos en la universidad como Teaching Fellow, Pickering Fellowship, Harvard Scholarship y M. Weyerhaeuser Jewett Research Fellowship.

## Carrera profesional
Todavía en Argentina entre 1965 y 1966, se desempeñó como investigadora en el Instituto Argentino de Radioastronomía. Una vez en Estados Unidos, se desempeñó como Research Fellow entre 1971 y 1974 en el Instituto de Tecnología de California, dentro del departamento de astronomía.
En 1974 ingresa al Servicio de Astrofísica de la Dirección de Ciencias de la Materia en el Centre d'Etudes Nucléaires de Saclay, donde se desempeñó en distintos puestos hasta 1993 como: Miembro de Personal, Jefe del grupo Teórico, y Jefe del Servicio de Astrofísica.

Entre 1994 y 1999 fue directora de la Direction des Sciences de la Matière, para luego entre 1999 y 2007 ser directora general de la ESO. Durante ese tiempo también fue investigadora principal del ISOCAM, la cámara a bordo del Observatorio Espacial Infrarrojo de la ESA. En el año 2006 fue elegida Presidente de la Unión Astronómica Internacional para el periodo 2006-2009, convirtiéndose en la primera mujer en llegar a ese puesto y número 28 en total.

Desde 2007 se desempeña como High Commissioner for Atomic Energy en el Centre d'Etudes Nucléaires de Saclay.

En toda su carrera ya lleva más de 350 publicaciones científicas.

## Premios y reconocimientos
- 1989: Chevalier de l'Ordre National du Mérite.[5]
- 1994: Chevalier de la Légion d'Honneur.[5]
- 1998: COSPAR (Committee on Space Research) Space Science Award.[3][6]
- 1999: Officier de l'Ordre National du Mérite.[5]
- 2004: Officier de la Légion d'Honneur.[5]